# 中國-中南半島經濟走廊

中國－東協自由貿易區

中國-中南半島經濟走廊（CICPEC）是2010年啟動的經濟走廊，後來被納入「一帶一路」倡議。以前稱為南寧-新加坡經濟走廊。
經濟走廊以現代化的公路、鐵路和管道，連接中國華南地區到東南亞各主要城市，包括越南河內、老撾萬象、柬埔寨金邊、泰國曼谷、馬來西亞吉隆坡和新加坡。該走廊旨在更好地連接周邊經濟體，並鼓勵東盟-中國自由貿易區的發展。

## 發展
第一步是南憑高速鐵路，這是中國南方广西壮族自治区的一條鐵路，为经济走廊的北部组成部分。另外已規劃一條全長5000公里的南寧至新加坡鐵路。